# Scartomyzon ariommus
Scartomyzon ariommus (tên tiếng Anh là Bigeye Jumprock) là một loài cá vây tia thuộc họ Catostomidae.
Loài này chỉ có ở Hoa Kỳ.